# Hans-Jürgen Dittfeld
Hans-Jürgen Dittfeld (geboren 1938 in Potsdam) ist ein deutscher Science-Fiction-Autor und Physiker.

## Leben
Dittfeld studierte von 1957 bis 1962 Physik an der Humboldt-Universität in Berlin. Danach war er unter anderem wissenschaftlicher Mitarbeiter im Halbleiterwerk Stahnsdorf. Ab 1967 arbeitete er am Zentralinstitut für Physik der Erde der Akademie der Wissenschaften der DDR in Potsdam, wo er sich vor allem mit Präzisionsmessungen des Schwerefeldes der Erde beschäftigte. 1972 promovierte er dort mit Untersuchungen zum Langzeitverhalten gravimetrischer Instrumente. In Folge veröffentlichte er etwa 50 Artikel in wissenschaftlichen Publikationen.
1975 veröffentlichte Dittfeld mit Raumschiff „Neptun“ kehrt um eine erste Science-Fiction-Erzählung in der Reihe Das neue Abenteuer, in der es im Rahmen eines traditionellen Raumabenteuers um menschliche Einsamkeit geht und die unterschiedlichen Möglichkeiten, mit ihr umzugehen. Ein Jahr später folgte die Kurzgeschichte Z17 in der von Helmut Fickelscherer herausgegebenen Anthologie Begegnung im Licht, eine Pygmaliongeschichte, in der ein auf seine Aufgabe fixierter Wissenschaftler wie in der Sage sein Geschöpf, eine wiederbelebte Unfalltote, verliert, da er weder mit ihren noch mit seinen eigenen Gefühlen umzugehen vermag. 1986 dann erschien der Erzählungsband Landung in Targestan, in dem auch Z17 enthalten ist. In der Titelgeschichte phantasiert der Protagonist, ein Pilot eines Einmannraumschiffs, der sich auf langen und eigentlich sinnlosen relativistischen interstellaren Flügen der Menschheit entfremdet hat, von einem großartigen Empfang auf einem fremden Planeten und der Erreichung eines Endziels, tatsächlich aber durchlebt er die Augenblicke eines einsamen Todes.
Außer diesen belletristischen Arbeiten gab Dittfeld die Anthologien eines Autorenzirkels heraus und veröffentlichte Beiträge und Gedichte in der Presse.

## Bibliografie
Roman
- Raumschiff „Neptun“ kehrt um. Neues Leben (Das neue Abenteuer #350), Berlin 1975.

Sammlung
- Landung in Targestan. Neues Leben (Kompass-Bücherei #339), Berlin 1986. 2. Auflage 1990. Inhalt:
  - Landung in Targestan
  - Reserven
  - Docker Epsilon
  - Kannibaleske
  - Z 17
  - Rückkehr

Kurzgeschichten
(hier nur die nicht in Landung in Targestan erschienenen)
- Minus und die Rechenmaschine. In: Der automatische Grossvater und andere Geschichten von den Elektrönchen. Verlag Junge Welt, Berlin 1974.
- Flug ohne Cockpit. In: Michael Nagula (Hrsg.): Siebenquant oder der Stern des Glücks. Sammlung Luchterhand #749, 1988, ISBN 3-630-61749-2.
- Geschichte einer Sitte. In: Alien Contact, Nummer 4, 1991. Edition Avalon.

Fachliteratur
- Untersuchungen zum Langzeitverhalten gravimetrischer Instrumente. Dissertation Akademie der Wissenschaften der DDR, Berlin 1972.